# جولي رول (ممثلة تركية)
جوليدا كورال (من مواليد 24 مارس 1965، أضنة) هي ممثلة مسرحية تركية وسينمائية.
تخرجت الفنانة من كلية الآداب قسم الفلسفة في جامعة إسطنبول [التركية] ومعهد جامعة إسطنبول الحكومي [الإنجليزية] قسم المسرح، وعاشت في ألمانيا لفترة من الوقت. أعلنت دعمه لحملة "أعتذر للأرمن" في عام 2008. هي زوجة قادر إينانير [الإنجليزية].

## الجوائز
- أفضل ممثلة مساعدة، 1991
- أفضل ممثل، 1993
- أفضل ممثلة، 1996